# Pavlov (Moravia meridionale)
Pavlov (in tedesco Pollau) è un comune della Repubblica Ceca facente parte del distretto di Břeclav, in Moravia Meridionale.